# Afrodyzja (miasto)
Afrodyzja (gr. Ἀφροδισιάς Aphrodisiás) – starożytne miasto małoazjatyckie w Karii; obecnie w pobliżu tureckiej miejscowości Geyre. 

## Historia
Miejscowe osadnictwo sięga przynajmniej okresu chalkolitu (początek III tysiąclecia p.n.e.) i trwało przez kolejne fazy epoki brązu. W odległej starożytności istniał tam lokalny ośrodek kultu bogini-matki, później utożsamianej przez Greków z Afrodytą. Zachowane pozostałości jej jońskiej świątyni pochodzą jednak ze schyłku epoki hellenistycznej; kolumnowy dziedziniec z propylejami dobudowano w latach 117-123 za panowania cesarza Hadriana. W VI wieku sanktuarium to przekształcono w kościół.
Źródła pisane zawierają skąpe wiadomości o Afrodyzji. Przypadkowe wzmianki napotkać można u Strabona, Pauzaniasza, Tacyta i Pliniusza. Stefanos z Bizancjum wymienia miasto pod nazwą Ninoe, Megalopolis i innymi. Bizantyjska nazwa Stauropolis miała zastąpić poprzednią, związaną z pogańskim kultem, częściej jednak używano wówczas nazwy Karia, zwłaszcza gdy miasto było już siedzibą biskupa.
Rozkwit gospodarczy miasto zawdzięczało bogatym złożom marmuru, szczególnie cenionego ze względu na kolorystykę (od śnieżnobiałej do szaroniebieskiej). Eksportowano go (głównie w postaci wyrobów) do wielu miejscowości na niemal całym obszarze cesarstwa rzymskiego. Szczyt pomyślności Afrodyzja osiągnęła w II-III wieku n.e.; kryzys dotknął ją wówczas, gdy po upadku państwa zachodniorzymskiego Karia znalazła się w granicach cesarstwa bizantyńskiego i przerwana została wymiana handlowa z Zachodem. Mniejsze znaczenie przywiązywano też wtedy do rozwoju sztuk plastycznych, ponieważ władcy chrześcijańscy wrogo odnosili się do dawnych kultów religijnych (również Afrodyty).
W XI-XIII wieku położona na obszarze strategicznym Karia była co najmniej czterokrotnie okupowana przez Turków Seldżuków, co odnotowali bizantyjscy kronikarze Niketas Choniates i Jerzy Pachymeres. W późniejszym średniowieczu miasto uległo zniszczeniu dokonanemu przez mongolskie wojska Tamerlana (1402). Powstała na jego gruzach wioska Geyre również została zniszczona w wyniku trzęsienia ziemi (1956), jednakże odbudowanie jej w pobliżu umożliwiło prowadzenie planowych i systematycznych prac wykopaliskowych. Na początku XX wieku zainicjowali je badacze francuscy i włoscy, lecz właściwe odsłanianie pozostałości antycznego miasta podjęli od 1956 r. archeolodzy amerykańscy i tureccy (pod wieloletnim kierownictwem Kenana T. Erima); odkryto wówczas wyjątkowo dobrze zachowane przykłady budowli publicznych: stadionu na ok. 30 tys. widzów oraz marmurowego odeonu i teatru.
Do czasów dzisiejszych zachowały się liczne posągi, poświadczające fakt, że w okresie I-V w. n.e. miasto było siedzibą liczącej się szkoły rzeźbiarstwa, wyspecjalizowanej w kopiowaniu dzieł greckiej klasyki i reprezentującej wysoki poziom techniczny. 

## Stanowisko archeologiczne

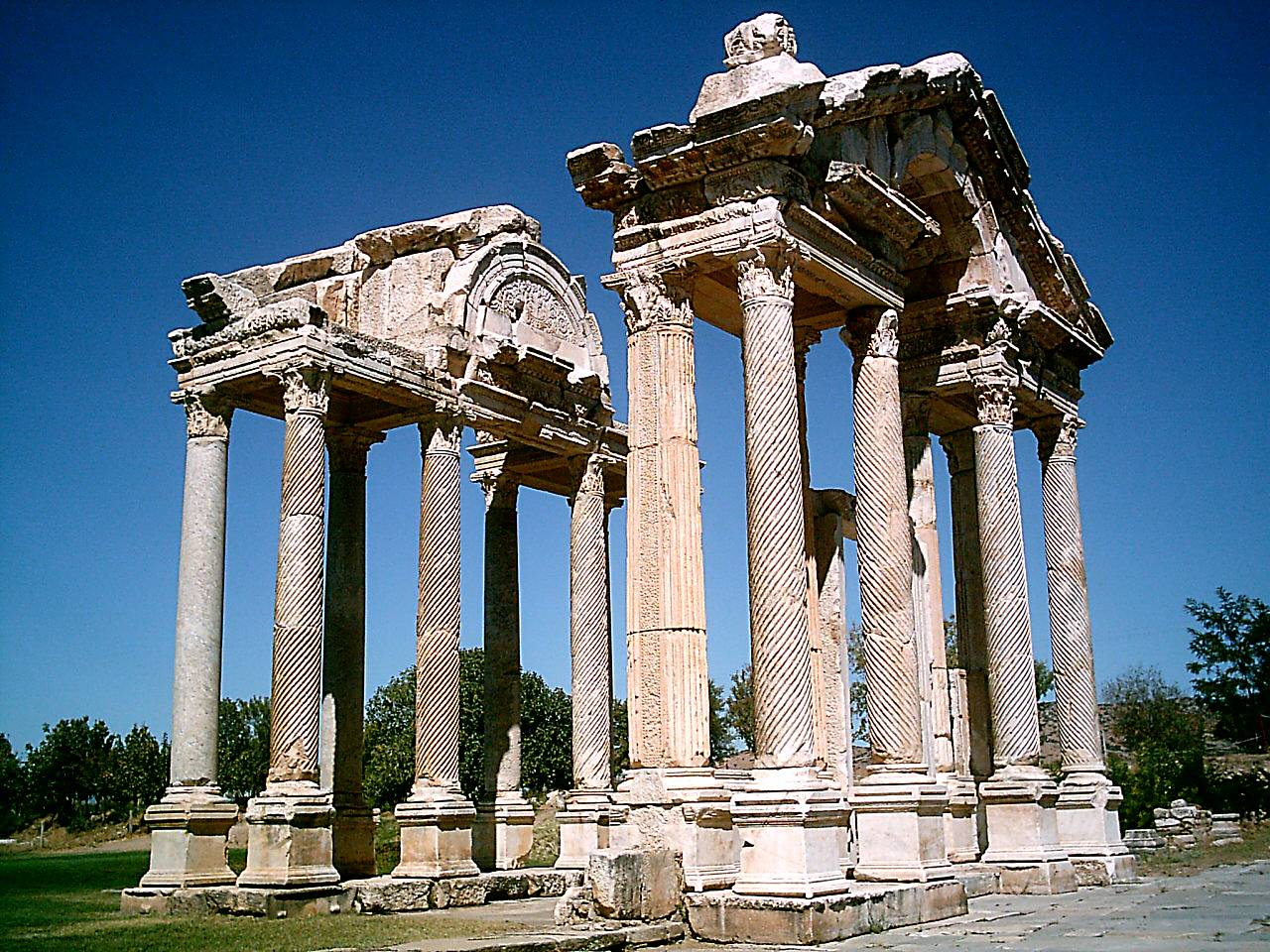
Monumentalny tetrapylon w Afrodyzji

Usytuowane w centrum miasta pozostałości sanktuarium Afrodyty (właściwie jej temenos) pochodzi z czasów Hadriana, choć ślady wcześniejszych budowli świątynnych sięgają III, a nawet VI wieku p.n.e. Wzniesiona w stylu jońskim świątynia, z której ocalało 14 kolumn perystylu, została po 500 r. przebudowana na chrześcijańską bazylikę. Opodal znajduje się powstały również w II w. n.e., poczwórny łuk (tetrapylon), pełniący rolę bramy monumentalnej. Na południe od temenosu Afrodyty położony jest odeon, który przez wieki przetrwał w dobrym stanie dzięki pokryciu nawarstwieniami błotnistej gliny. Od strony zachodniej przylega do niego pałac biskupi z czasów bizantyjskich, przekształcony prawdopodobnie z zabudowań późnorzymskiej rezydencji prywatnej. Pozostałości miejskiej agory otoczonej jońskimi portykami zaznaczają nieliczne ich kolumny; okazalszą część tego miejsca stanowi tzw. portyk Tyberiusza. Wielkie termy dedykowane Afrodycie i Hadrianowi, choć pomniejszone, wykorzystywane były jeszcze w czasach bizantyjskich. Zbudowany w I w. p.n.e. teatr z podkowiastą widownią typową dla miast tego regionu, modyfikowany był w II w. dla pokazów gladiatorskich, zapaśniczych i walk ze zwierzętami (venationes); na ścianie budynku scenicznego zachowały się liczne inskrypcje publiczne z II i III wieku. Solidna budowla stadionu w północnej części miasta została częściowo włączona do późnoantycznych obwarowań miejskich. Otaczający rdzeń miasta system rzymskich fortyfikacji o długości ponad 3,5 km, powstał po 260 n.e. w obliczu zagrożenia gockim najazdem; naprawiany był w połowie IV stulecia i w czasach bizantyjskich.
W 2017 roku tamtejsze stanowisko archeologiczne zostało wpisane na listę światowego dziedzictwa UNESCO.

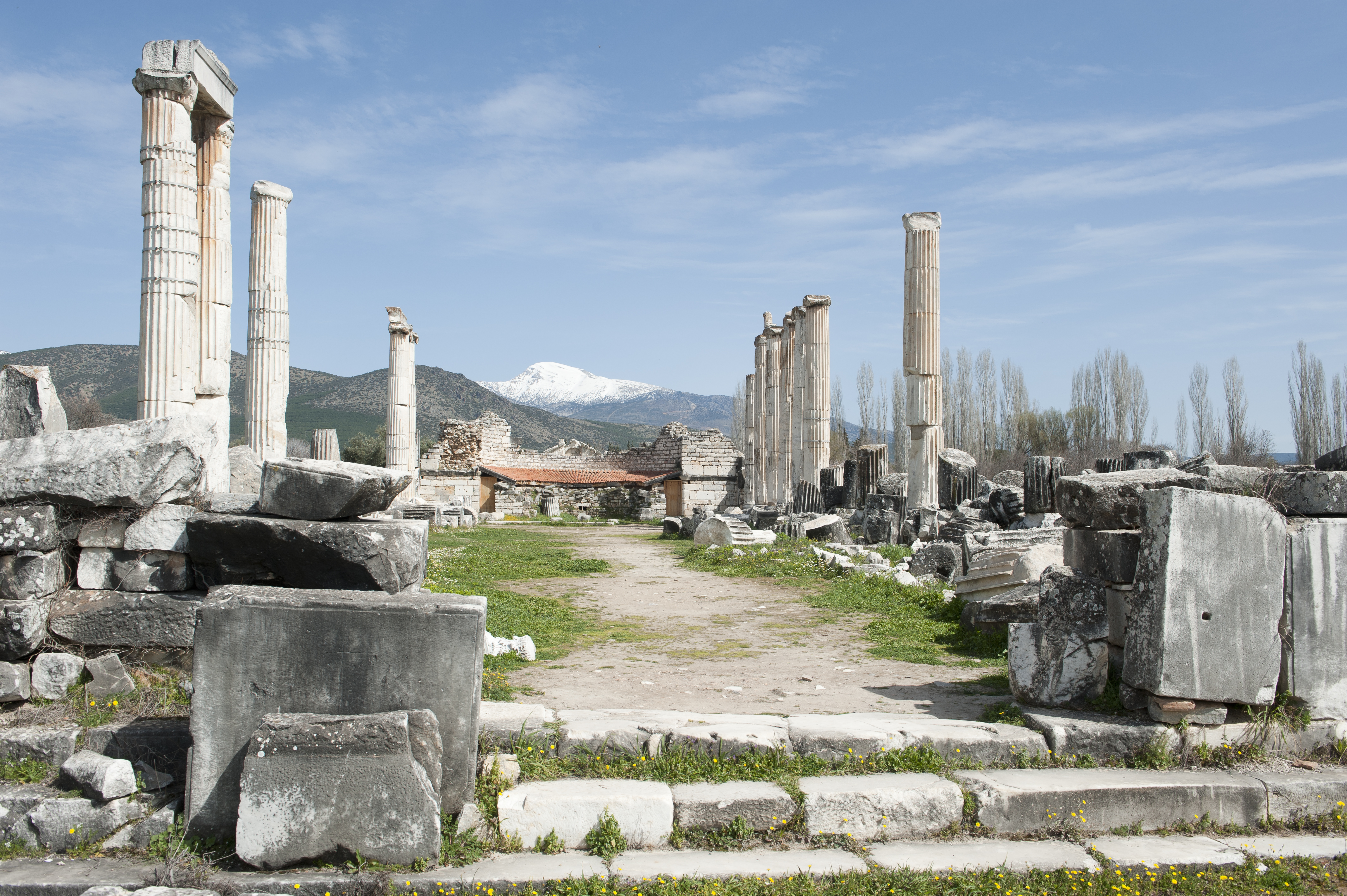
Pozostałości świątyni Afrodyty
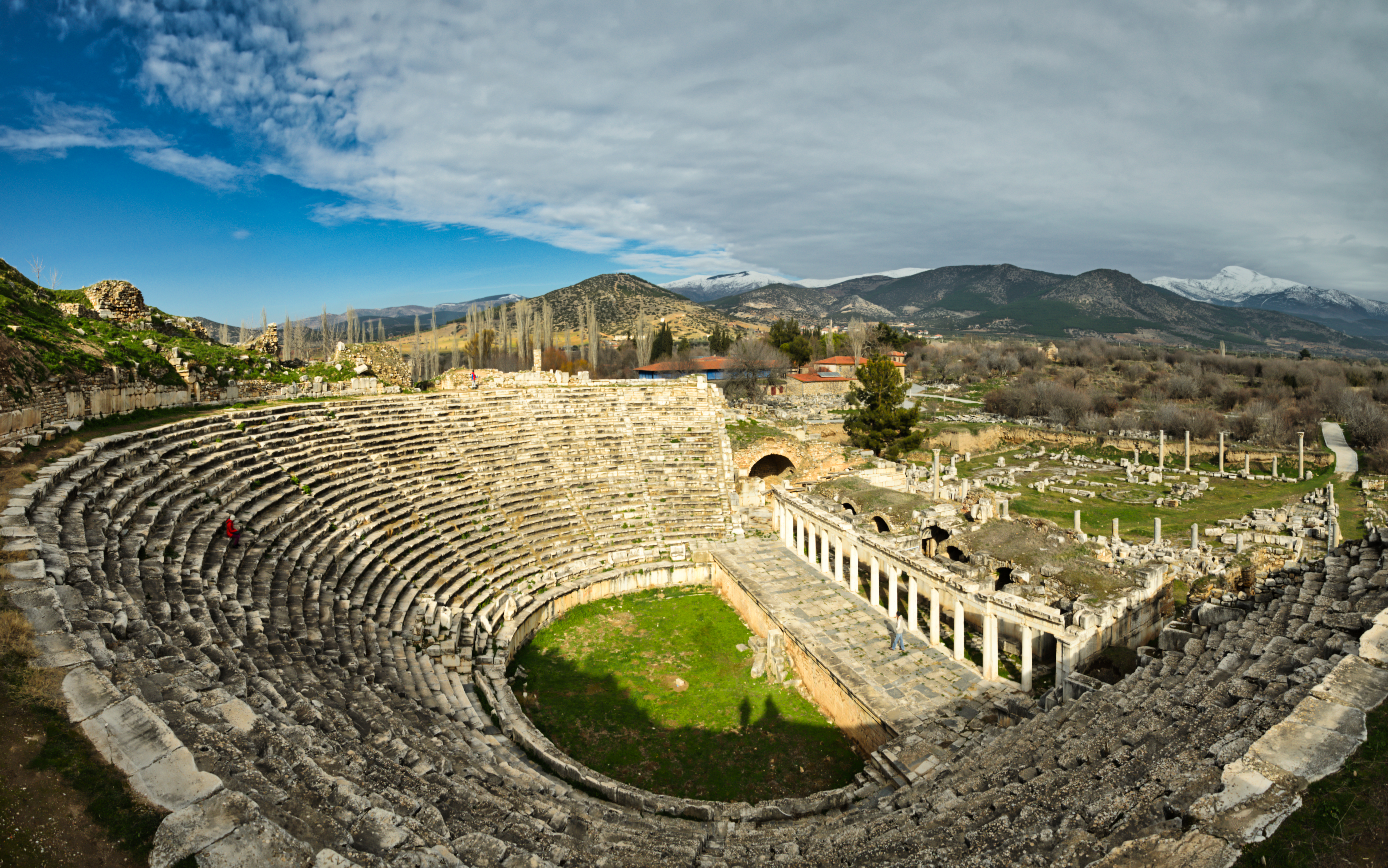
Zachowany kompleks teatru
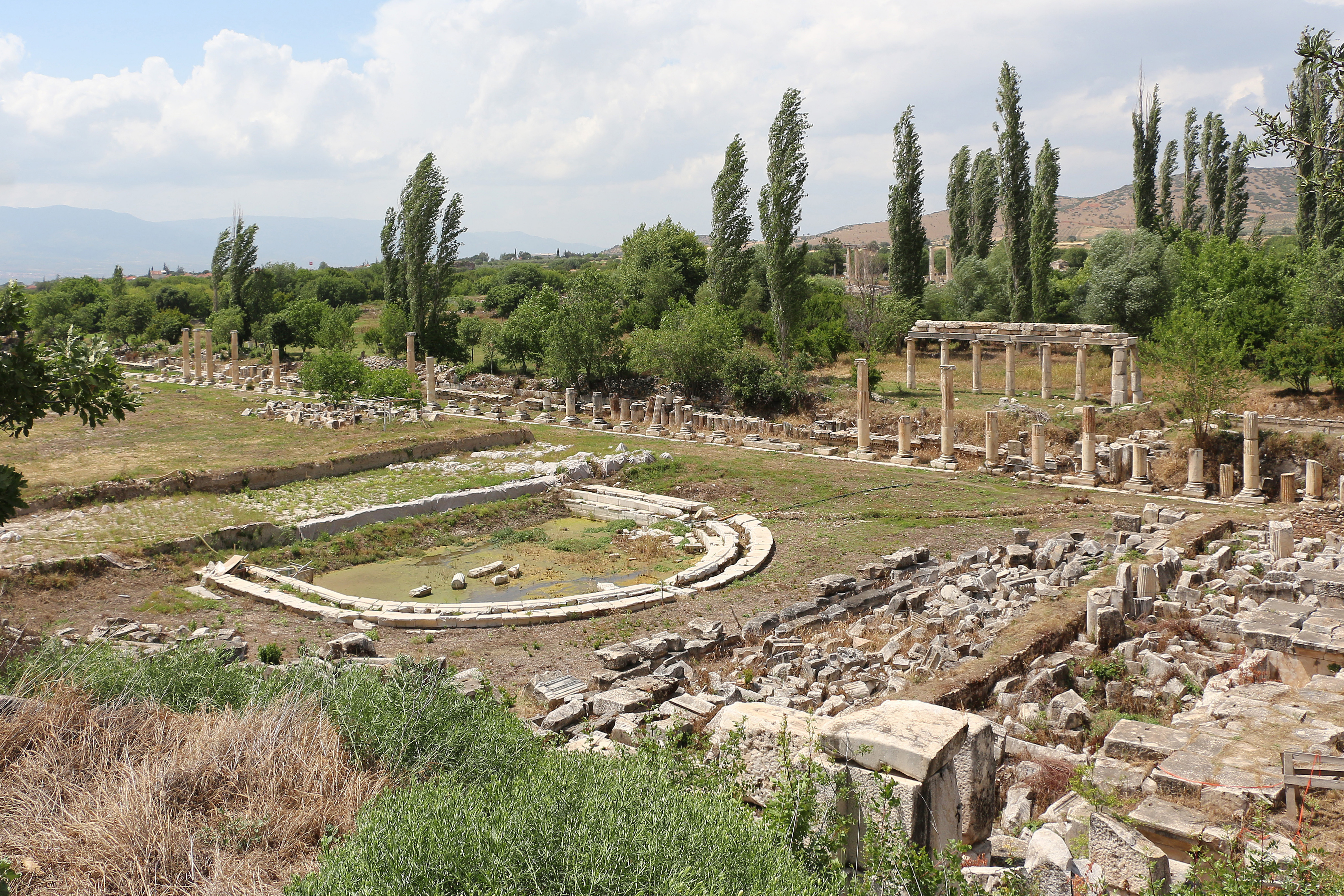
Portyk Tyberiusza na agorze
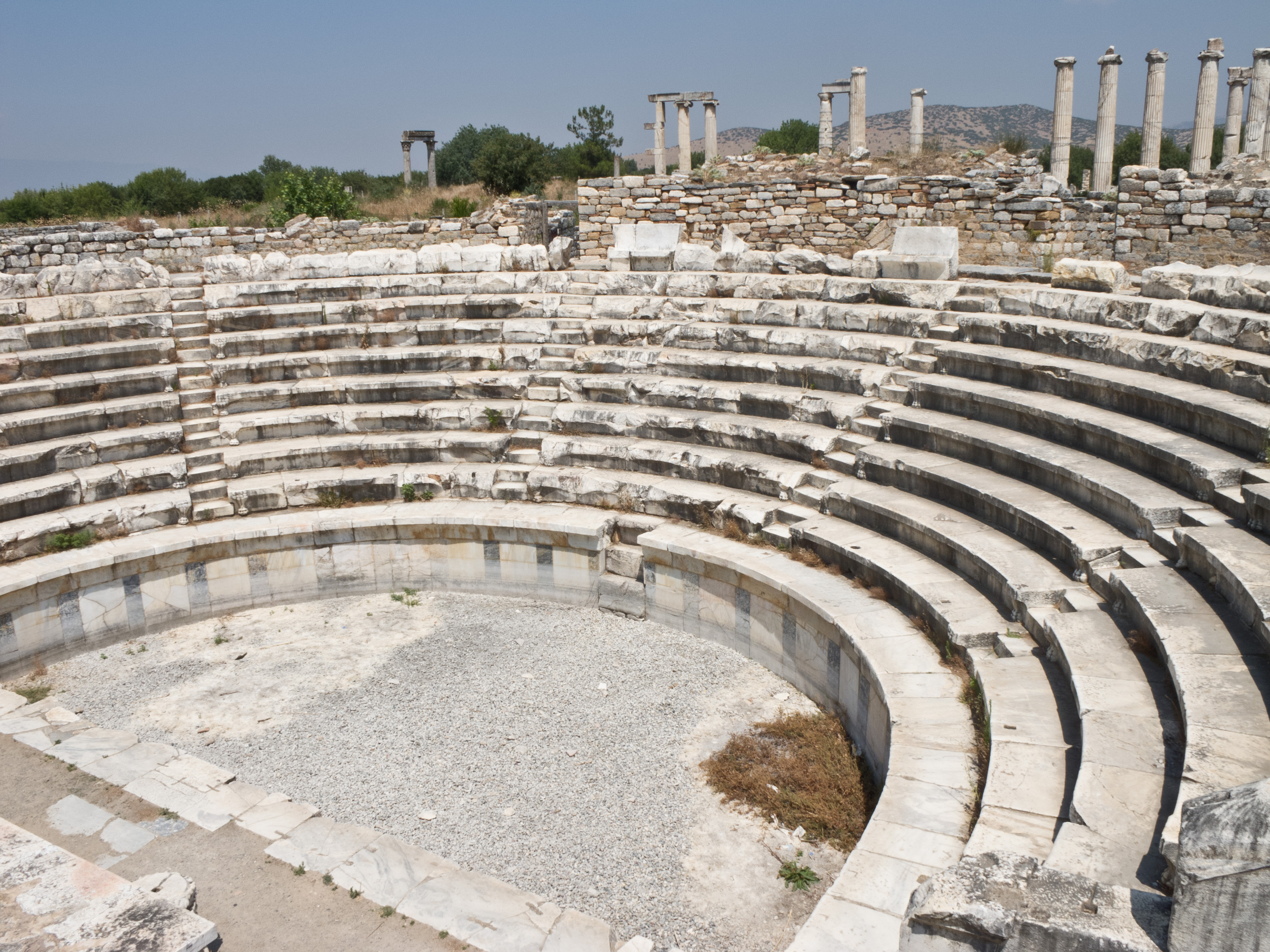
Wielofunkcyjny odeon (także część buleuterionu)
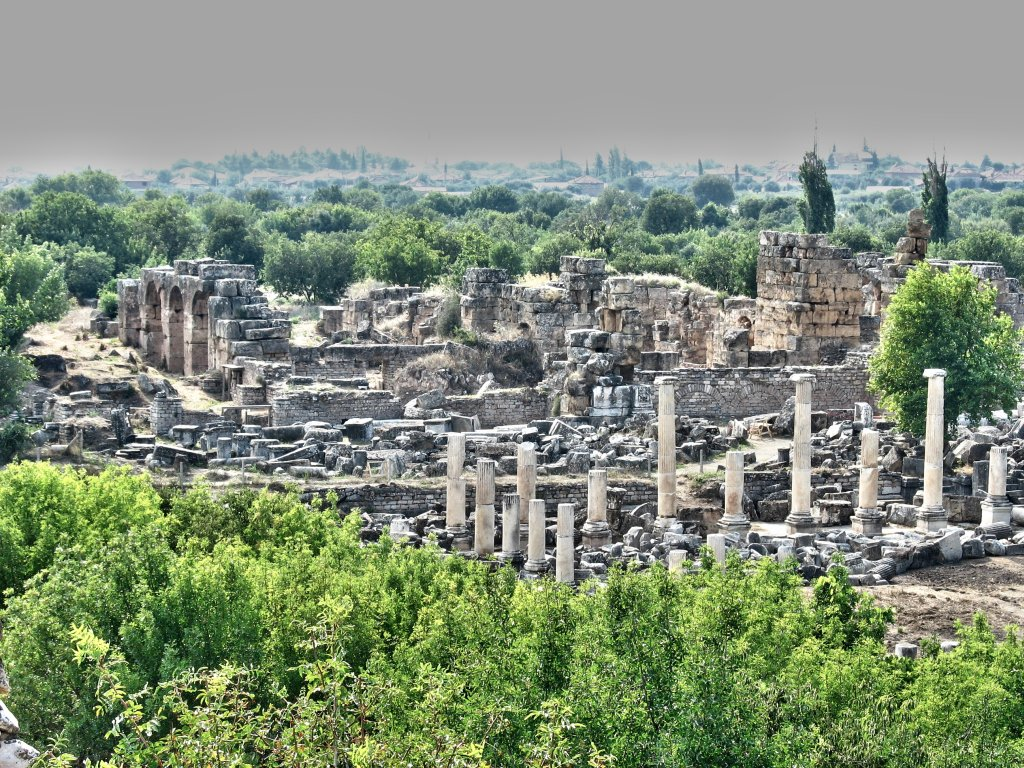
Wielkie termy Hadriana
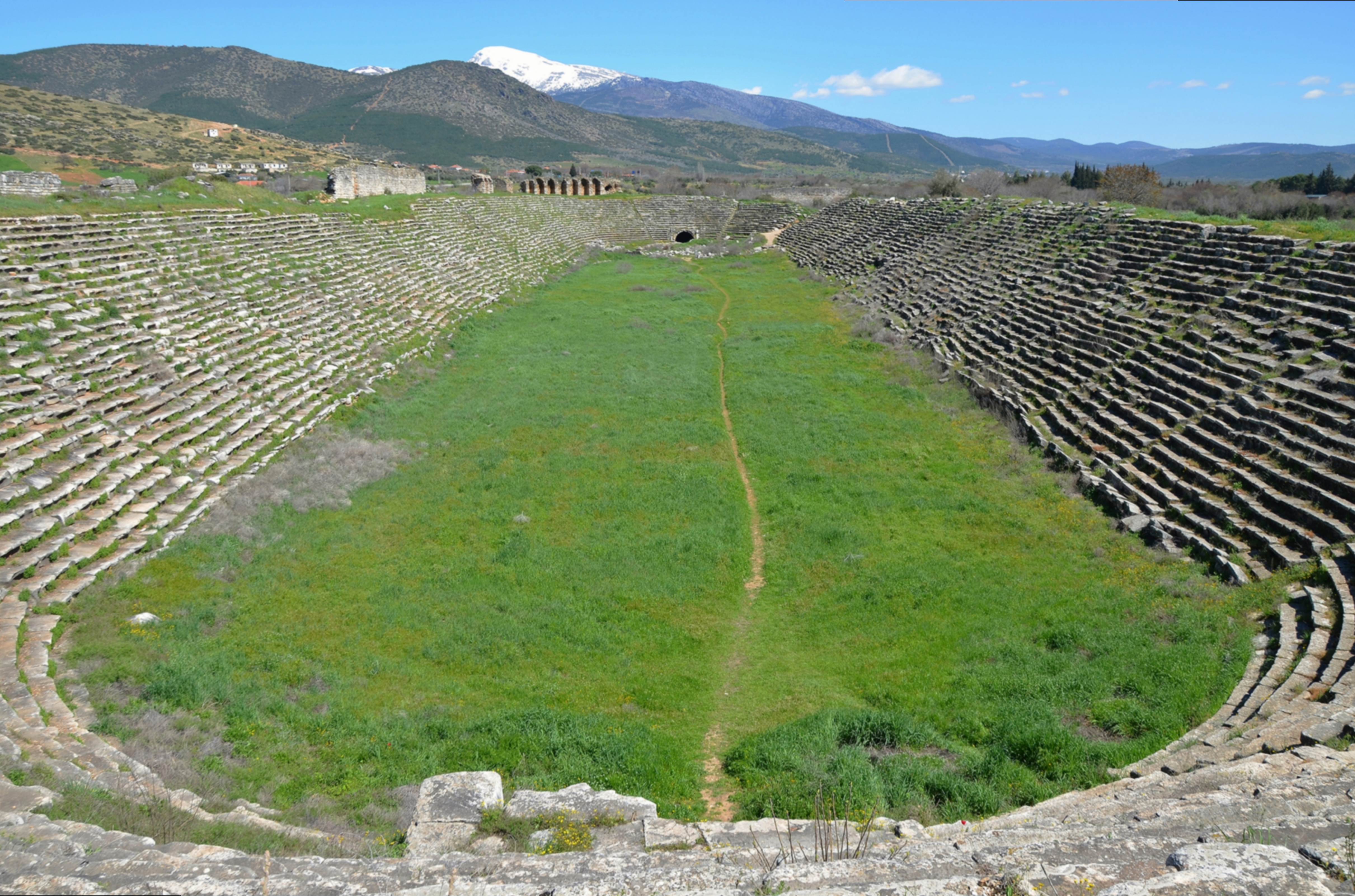
Widok na przestrzeń stadionu
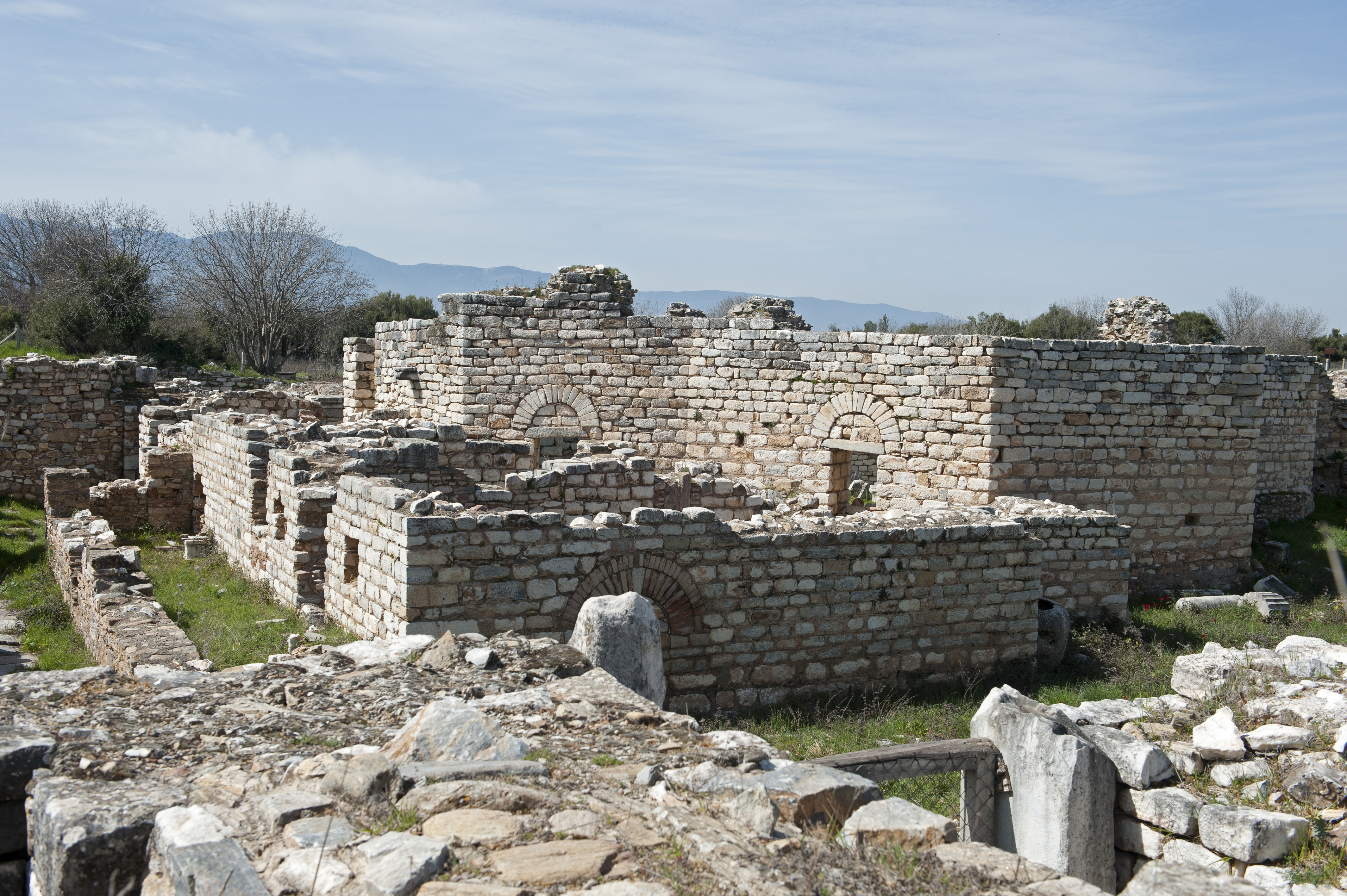
Fragment pałacu biskupów
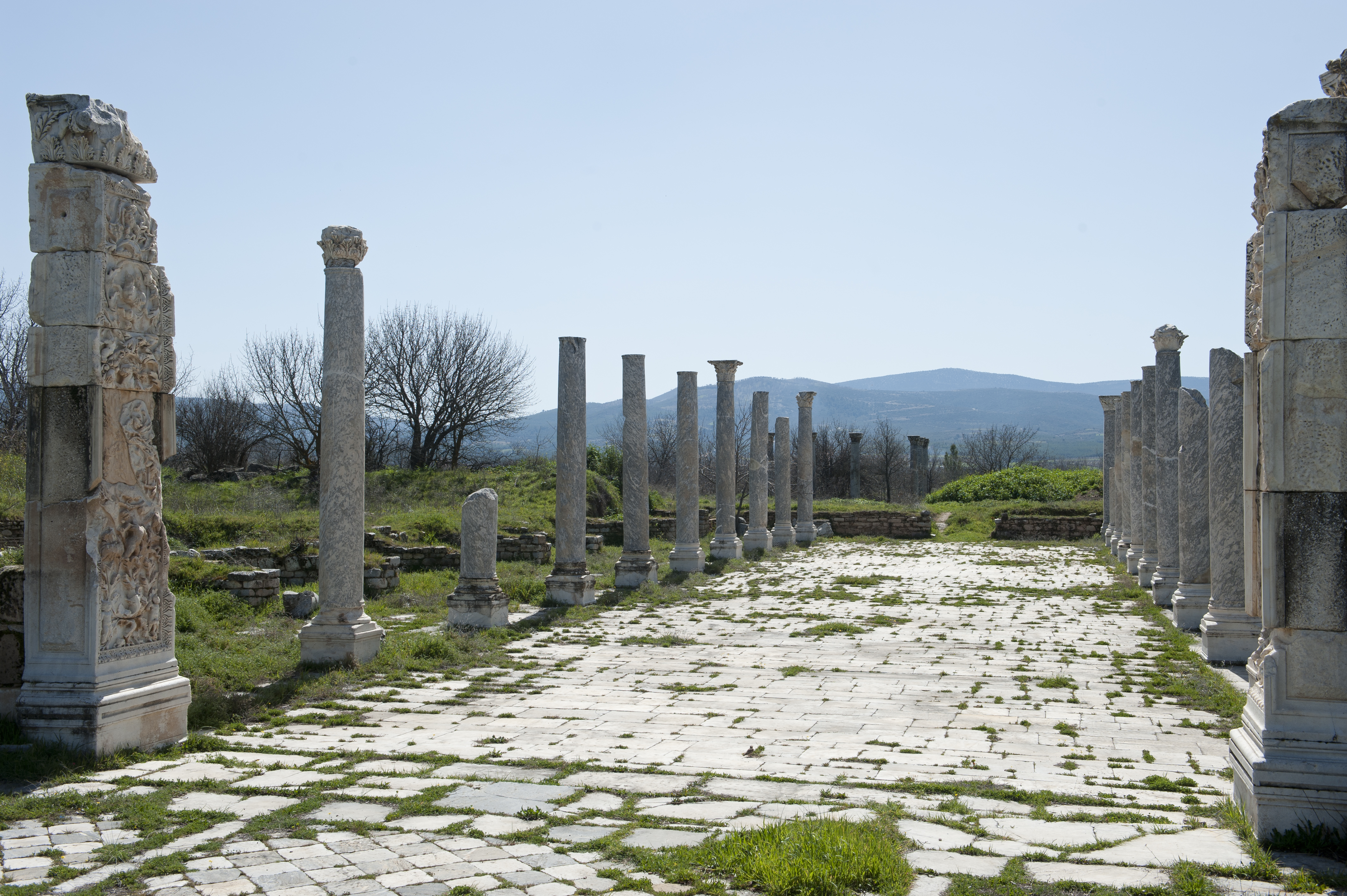
Kolumnada przy termach obok teatru